# 하이네켄 상
하이네켄 상(Heineken Prizes)은 네덜란드 왕립 예술과학 아카데미에서 2년마다 수여하며, 여러 종류의 상들로 구성되어 있다. 이 상의 이름은 창립자 헤라르트 아드리안 하이네켄 (Gerard Adriaan Heineken)의 아들인 앙리 피에르 하이네켄 (Henry Pierre Heineken)과 하이네켄 홀딩스의 전 회장인 알프레드 하이네켄, 그리고 모든 하이네켄 상들을 지원하는 하이네켄 상금 재단의 현 회장인 샤를린 드 카르발류-하이네켄 (Charlene de Carvalho-Heineken)의 이름을 따서 지어졌다.

## 개요
5개의 과학상으로 구성되어 있으며, 상금은 각각 20만 달러이다.
1. 하이네켄 생화학 및 생물리학상 (Dr H. P. Heineken Prize for Biochemistry and Biophysics)
2. 하이네켄 역사상 (Dr A. H. Heineken Prize for History)
3. 하이네켄 의학상 (Dr A. H. Heineken Prize for Medicine)
4. 하이네켄 환경과학상 (Dr A. H. Heineken Prize for Environmental Sciences)
5. 하이네켄 인지과학상 (C. L. de Carvalho-Heineken Prize for Cognitive Sciences)

1988년에는 네덜란드에서 활동하는 뛰어난 예술가들에게 상을 수여하기 위해 예술상이 제정되었다. 상금은 10만 유로이며, 그 중 절반은 출판 또는 전시에 사용된다. (Dr A. H. Heineken Prize for Art)

## 선정
하이네켄 상의 선정 시스템은 노벨상의 선발 시스템과 비슷하다. 전 세계의 과학자들은 하이네켄 상 후보에 동료 과학자들을 추천할 수 있다. 네덜란드 왕립 아카데미는 저명한 과학자들로 구성되고, 아카데미의 두 부문 중 하나의 이사회 구성원이 의장을 맡는다. 아카데미 회원과 비회원 모두 이러한 위원회의 회원 자격이 주어진다. 아카데미 회원으로 구성된 독립 심사 위원단은 하이네켄 예술상 수상자를 선정한다.

하이네켄 상은 매년 암스테르담의 베를라헤 주식시장 (뵈르스 판 베를라헤)에서 네덜란드 왕립 예술 과학 아카데미의 특별회의 때 수여된다.

## 하이네켄 생화학 및 생물리학상 수상자 목록 (Dr H. P. Heineken Prize for Biochemistry and Biophysics)
| 년도 | 수상자 이름        |
| 1964 | 에르윈 샤가프      |
| 1967 | 장 브라쉐          |
| 1970 | 브리턴 챈스        |
| 1973 | 크리스티앙 드뒤브  |
| 1976 | 로렌스 반 디넨     |
| 1979 | 에런 클루그        |
| 1982 | 찰스 바이스만      |
| 1985 | 벨라 쥘레스        |
| 1985 | 베르너 라이하르트  |
| 1988 | 토머스 체크        |
| 1990 | 필립 레더          |
| 1992 | 피에트 보르스트    |
| 1994 | 마이클 베리지      |
| 1996 | 폴 너스            |
| 1998 | 앤서니 폰슨        |
| 2000 | 제임스 로스먼      |
| 2002 | 로저 첸            |
| 2004 | 앤드루 파이어      |
| 2006 | 알렉 제프리스      |
| 2008 | 잭 쇼스택          |
| 2010 | 프란츠 울리히 하틀 |
| 2012 | 티티아 드 랑게     |
| 2014 | 크리스토퍼 돕슨    |
| 2016 | 제니퍼 다우드나    |
| 2018 | 주앙샤오웨이       |
| 2020 | 브루스 스틸만      |
| 2022 | 캐롤린 R. 버토지   |

## 하이네켄 의학상 수상자 목록(Dr A. H. Heineken Prize for Medicine)
| 년도 | 수상자 이름       |
| 1989 | 폴 라우터버       |
| 1990 | 존 반 루드        |
| 1992 | 살바도르 몬카다   |
| 1994 | 뤼크 몽타니에     |
| 1996 | 데이비드 드 위드  |
| 1998 | 배리 마셜         |
| 2000 | 에릭 캔들         |
| 2002 | 데니스 셀코       |
| 2004 | 엘리자베스 블랙번 |
| 2006 | 메리-클레어 킹    |
| 2008 | 리처드 피토       |
| 2010 | 랠프 스타인먼     |
| 2012 | 한스 클레버스     |
| 2014 | 카리 알리탈로     |
| 2016 | 스티븐 잭슨       |
| 2018 | 피터 카멜리엣     |
| 2020 | 칼 다이서로스     |
| 2022 | 비슈바 딕시트     |

## 하이네켄 환경과학상 수상자 목록 (Dr A. H. Heineken Prize for Environmental Sciences)
| 년도 | 수상자 이름                       |
| 1990 | 제임스 러브록                     |
| 1992 | 마르코 브라니카                   |
| 1994 | 버드라이프 인터내셔널 (콜린 비비) |
| 1996 | 허먼 데일리                       |
| 1998 | 폴 R. 에를리히                    |
| 2000 | 폴 하레모스                       |
| 2002 | 로니 톰슨                         |
| 2004 | 사이먼 애셔 레빈                  |
| 2006 | 스튜어트 핌                       |
| 2008 | 버트 브루네크리프                 |
| 2010 | 데이비드 틸만                     |
| 2012 | 윌리엄 로런스                     |
| 2014 | 야프 신닝헤 담스테                |
| 2016 | 조지나 메이스                     |
| 2018 | 폴 허버트                         |
| 2020 | 코린 르 케레                      |
| 2022 | 칼 폴케                           |

## 하이네켄 역사상 수상자 목록 (Dr A. H. Heineken Prize for Environmental Sciences)
| 년도 | 수상자 이름       |
| 1990 | 피터 게이         |
| 1992 | 헤르만 판 데르 위 |
| 1994 | 피터 브라운       |
| 1996 | 헤이코 오베르만   |
| 1998 | 모나 오즈프       |
| 2000 | 얀 드 브리스      |
| 2002 | 하인츠 실링       |
| 2004 | 자크 르 고프      |
| 2006 | 조엘 모키르       |
| 2008 | 조너선 이즈라얼   |
| 2010 | 로자몬드 맥키터릭 |
| 2012 | 제프리 파커       |
| 2014 | 알레이다 아스만   |
| 2016 | 주디스 헤린       |
| 2018 | 존 로버트 맥닐    |
| 2020 | 로레인 대스턴     |
| 2022 | 수닐 암리스       |

## 하이네켄 인지과학상 수상자 목록 (C.L. de Carvalho-Heineken Prize for Cognitive Sciences)
| 년도 | 수상자 이름            |
| 2006 | 존 R. 앤더슨           |
| 2008 | 스타니슬라스 데하네    |
| 2010 | 마이클 토마셀로        |
| 2012 | 존 던컨                |
| 2014 | 제임스 맥클레랜드      |
| 2016 | 엘리자베스 스펠키      |
| 2018 | 낸시 칸위셔            |
| 2020 | 로버트 자토레          |
| 2022 | 안나 크리스티나 노브레 |

※ 2014년 이전에는 ‘Dr A. H. Heineken Prize for Cognitive Sciences’라는 이름으로 수여되었다.

## 하이네켄 예술상 (Dr A. H. Heineken Prize for Art) 수상자 목록
| 년도 | 수상자 이름            |
| 1988 | 툰 버호프              |
| 1990 | 마리 봇                |
| 1992 | 카렐 비서              |
| 1994 | 마티아스 뢰링          |
| 1996 | 카렐 마르텐스          |
| 1998 | 얀 반 데 파베르        |
| 2000 | 귀도 겔렌              |
| 2002 | 아르나우트 믹          |
| 2004 | 단 반 골덴             |
| 2006 | 욥 쾰레윈              |
| 2008 | 바버라 비저            |
| 2010 | 마크 맨더스            |
| 2012 | 피터 스트라이켄        |
| 2014 | 벤델리엔 판 올덴보르그 |
| 2016 | 이본 드뢰게 웬델       |
| 2018 | 에릭 반 리스하우트     |
| 2020 | 안수야 블롬            |
| 2022 | 레미 융거만            |